# Stanislav Kašpárek
Stanislav Kašpárek (født 11. juni 1996 i Přerov, Tjekkiet) er en tjekkisk håndboldspiller som spiller for Dynamo Bucureșt i Rumænian og Tjekkiets herrehåndboldlandshold.
Han deltog under EM i håndbold 2018 i Kroatien.